# 대한민국의 소방청 차장
소방청 차장(消防廳 次長)은 청장을 보좌하는 직위로, 소방정감으로 보한다.

## 임명
- 소방청 차장은 대통령이 임명한다.

## 역할
- 소방청에 차장은 청장을 보좌하여 소관사무를 처리하고 소속공무원을 지휘·감독하며, 청장이 사고로 직무를 수행할 수 없으면 그 직무를 대행한다.

## 역대 소방청 차장

### 소방방재청 차장
| 정부        | 대수 | 이름           | 계급     | 임기                              | 비고 |
| ----------- | ---- | -------------- | -------- | --------------------------------- | ---- |
| 노무현 정부 | 초대 | 박창순(朴彰淳) | 소방정감 | 2004년 6월 1일~2006년 3월 6일     |      |
| 노무현 정부 | 2대  | 황정연(黃正淵) | 소방정감 | 2006년 3월 7일~2008년 3월 12일    |      |
| 이명박 정부 | 3대  | 박연수(朴演守) | 일반직   | 2008년 3월 13일~2009년 10월 14일  |      |
| 이명박 정부 | 4대  | 이기환(李起桓) | 소방정감 | 2009년 11월 5일~2011년 7월 26일   |      |
| 이명박 정부 | 5대  | 방기성(方基成) | 소방정감 | 2011년 8월 1일~2013년 4월 23일    |      |
| 박근혜 정부 | 6대  | 조성완(趙成琓) | 소방정감 | 2013년 5월 6일~2014년 10월 30일   |      |
| 박근혜 정부 | 7대  | 조송래(趙宋來) | 소방정감 | 2014년 10월 31일~2014년 11월 18일 |      |

### 중앙소방본부 소방조정관
| 정부        | 대수      | 이름           | 계급     | 임기                            | 비고 |
| ----------- | --------- | -------------- | -------- | ------------------------------- | ---- |
| 박근혜 정부 | 직무 대행 | 박두석(朴斗錫) | 소방감   | 2014년 11월 19일~2015년 2월 1일 |      |
| 박근혜 정부 | 초대      | 박두석(朴斗錫) | 소방정감 | 2015년 2월 2일~2015년 10월 24일 |      |
| 박근혜 정부 | 2대       | 조종묵(趙鐘默) | 소방정감 | 2016년 6월 9일~2017년 7월 25일  |      |

### 소방청 차장
| 정부        | 대수     | 이름           | 계급     | 임기                              | 비고                    |
| ----------- | -------- | -------------- | -------- | --------------------------------- | ----------------------- |
| 문재인 정부 | 초대     | 조종묵(趙鐘默) | 소방정감 | 2017년 7월 26일~2017년 8월 7일    |                         |
| 문재인 정부 | 2대      | 우재봉(禹再鳳) | 소방정감 | 2017년 8월 28일~2018년 10월 4일   |                         |
| 문재인 정부 | 3대      | 신열우(申悅雨) | 소방정감 | 2018년 10월 5일~2019년 9월 22일   |                         |
| 문재인 정부 | 4대      | 김홍필         | 소방정감 | 2019년 9월 23일~2020년 12월 23일  |                         |
| 문재인 정부 | 5대      | 이흥교         | 소방정감 | 2020년 12월 24일~2021년 4월       |                         |
| 문재인 정부 | 직무대리 | 허석곤         | 소방감   | 2021년 4월 ~2021년 7월 1일        | 기획조정관으로 직무대리 |
| 문재인 정부 | 6대      | 최병일         | 소방정감 | 2021년 7월 2일~2021년 12월 21일   |                         |
| 문재인 정부 | 7대      | 남화영(南華榮) | 소방정감 | 2021년 12월~2022년 7월            |                         |
| 윤석열 정부 | 직무대리 | 홍영근         | 소방감   | 2022년 7월 18일~2022년 10월 21일  | 기획조정관으로 직무대리 |
| 윤석열 정부 | 8대      | 남화영(南華榮) | 소방정감 | 2022년 10월 22일~2023년 5월 4일   |                         |
| 윤석열 정부 | 9대      | 이일(李鎰)     | 소방정감 | 2023년 6월 30일~2023년 12월 23일  |                         |
| 윤석열 정부 | 10대     | 김조일(金兆鎰) | 소방정감 | 2023년 12월 23일~2024년 6월 29일  |                         |
| 윤석열 정부 | 직무대리 | 배덕곤(裵德坤) | 소방감   | 2024년 6월 30일 ~ 2024년 8월 31일 | 기획조정관으로 직무대리 |
| 윤석열 정부 | 11대     | 이영팔(李永八) | 소방정감 | 2024년 9월 1일 ~                  |                         |

## 같이 보기
- 소방청
- 소방청장
- 대한민국 소방공무원